# Tschechischer Fußballpokal 2006/07
Der Tschechische Fußballpokal 2006/07 (tschechisch: Pohár ČMFS 2006/07) war die 14. Austragung des Fußballpokalwettbewerbs der Männer des Fußballverbandes der Tschechischen Republik. Im Endspiel setzte sich Titelverteidiger Sparta Prag mit 2:1 gegen FK Jablonec 97 durch. Da Sparta auch die Meisterschaft gewann, war der unterlegene Finalist für den UEFA-Pokal qualifiziert.

## Modus und Termine
Am Wettbewerb nahmen in der Vorrunde 32 Mannschaften teil. Zu den 16 Gewinnern stießen in der ersten Runde weitere 80 Teams. In der zweiten Runde kamen 16 Erstligisten hinzu. In allen Runden wurde der Sieger in einem Spiel ermittelt. Bis zum Achtelfinale wurde bei unentschiedenem Ausgang nach der regulären Spielzeit von 90 Minuten ein Elfmeterschießen durchgeführt. Ab dem Viertelfinale gab es nach einem Remis eine Verlängerung von zweimal 15 Minuten und falls notwendig ein Elfmeterschießen. Das Finale fand am 24. Mai 2007 statt.
| Runde         | Datum              | Spiele | Vereine   | Neueinstiege |
| ------------- | ------------------ | ------ | --------- | ------------ |
| Vorrunde      | 22. Juli 2006      | 16     | 128 → 112 | 32           |
| 1. Runde      | 29. Juli 2006      | 48     | 112 → 64  | 80           |
| 2. Runde      | 30. August 2006    | 32     | 64 → 32   | 16           |
| 3. Runde      | 20. September 2006 | 16     | 32 → 16   | –            |
| Achtelfinale  | 25. Oktober 2006   | 08     | 16 → 8    | –            |
| Viertelfinale | 25. April 2007     | 04     | 8 → 4     | –            |
| Halbfinale    | 16. – 17. Mai 2007 | 02     | 4 → 2     | –            |
| Finale        | 24. Mai 2007       | 01     | 2 → 1     | –            |
| Gesamt        |                    | 1270   |           | 1280         |

## Vorrunde

### Teilnehmende Mannschaften
20 Viertligisten, 7 Fünftligisten und 5 Sechstligisten
| Vorrundenteilnehmer | | | |
| SK Marila Vorice (IV) SK Benešov (IV) SK Hlavice (IV) FK Tesla Pardubice (IV) FK Týniště nad Orlicí (IV) FC Nobica Boskovice (IV) TJ Sokol Hartvíkovice (IV) TJ Sokol Konice (IV) | SK Líšeň (IV) FC Morkovice (IV) TJ Sokol Protivanov (IV) FK Šardice (IV) FC Slavia Třebíč (IV) FC ŽĎAS Žďár nad Sázavou (IV) FK Baník Albrechtice (IV) FC IRP Český Těšin (IV) | SK Spartak Hulín (IV) SK Hanácká Slavia Kroměříž (IV) FK Slavia Orlová-Lutyně (IV) FC TVD Slavičín (IV) RMSK Cidlina Nový Bydžov (V) SK Holice (V) SK Jankov (V) SK Polaban Nymburk (V) | FK Meteor Prag VIII (V) SK Přibyslav (V) SK Toužim (V) FC Mariner Bavorovice (VI) TJ Desná (VI) Družstevník Valašské Příkazy (VI) TJ Sokol Štěpánkovice (VI) TJ Sokol Město Touškov (VI) |
| IV = Divize • V = Krajský přebor • VI = I. A třída | | | |

### Begegnungen der Vorrunde
| Datum                 |                                   | Ergebnis        |                               |
| --------------------- | --------------------------------- | --------------- | ----------------------------- |
| 19.07.2006, 17:30 Uhr | FC Mariner Bavorovice (VI)        | 0:2             | SK Jankov (V)                 |
| 22.07.2006, 17:00 Uhr | SK Spartak Hulín (IV)             | 6:1             | FC Morkovice (IV)             |
| 22.07.2006, 17:00 Uhr | FK Baník Albrechtice (IV)         | 1:4             | FC IRP Český Těšin (IV)       |
| 22.07.2006, 17:00 Uhr | SK Hanácká Slavia Kroměříž (IV)   | 5:0             | FK Šardice (IV)               |
| 22.07.2006, 17:00 Uhr | TJ Sokol Hartvíkovice (IV)        | 1:3             | FC Slavia Třebíč (IV)         |
| 22.07.2006, 17:00 Uhr | SK Přibyslav (V)                  | 1:5             | FC ŽĎAS Žďár nad Sázavou (IV) |
| 22.07.2006, 17:00 Uhr | Družstevník Valašské Příkazy (VI) | 0:1             | FC TVD Slavičín (IV)          |
| 22.07.2006, 17:00 Uhr | FC Nobica Boskovice (IV)          | 3:0             | SK Líšeň (IV)                 |
| 22.07.2006, 17:00 Uhr | TJ Sokol Protivanov (IV)          | 0:3             | TJ Sokol Konice (IV)          |
| 22.07.2006, 17:00 Uhr | SK Marila Vorice (IV)             | 0:3             | SK Benešov (IV)               |
| 22.07.2006, 17:00 Uhr | SK Holice (V)                     | 0:0 (5:4 i. E.) | FK Tesla Pardubice (IV)       |
| 22.07.2006, 17:00 Uhr | TJ Sokol Město Touškov (VI)       | 2:3             | SK Toužim (V)                 |
| 22.07.2006, 19:00 Uhr | TJ Desná (VI)                     | 2:0             | SK Hlavice (IV)               |
| 23.07.2006, 17:00 Uhr | TJ Sokol Štěpánkovice (VI)        | 0:4             | FK Slavia Orlová-Lutyně (IV)  |
| 23.07.2006, 17:00 Uhr | RMSK Cidlina Nový Bydžov (V)      | 3:1             | FK Týniště nad Orlicí (IV)    |
| 23.07.2006, 17:00 Uhr | SK Polaban Nymburk (V)            | 1:2             | FK Meteor Prag VIII (V)       |

## 1. Runde

### Teilnehmende Mannschaften
Die 16 Sieger der Vorrunde, 15 Zweitligisten, 19 Drittligisten und weitere 46 Viertligisten. Insgesamt nahmen 96 Mannschaften teil.
| Fotbalová národní liga 15 Mannschaften der 2. Liga 2006/07 | Sieger der Vorrunde die 16 Sieger der Vorrunde | weitere Teilnehmer 65 Mannschaften | weitere Teilnehmer 65 Mannschaften | weitere Teilnehmer 65 Mannschaften |
| - FK Chmel Blšany - FC Dosta Bystrc-Kníničky - FC Zenit Čáslav - SK Hradec Králové - Jakubčovice Fotbal - Vysočina Jihlava - FC Hlučin - 1. HFK Olomouc - SFC Opava - FK Ústí nad Labem - Bohemians Prag 1905 - FK Baník Sokolov - Fotbal Třinec - FC Vítkovice - FK Viktoria Žižkov | SK Benešov (IV) FC Nobica Boskovice (IV) SK Spartak Hulín (IV) TJ Sokol Konice (IV) SK Hanácká Slavia Kroměříž (IV) FK Slavia Orlová-Lutyně (IV) FC TVD Slavičín (IV) FC IRP Český Těšin (IV) FC Slavia Třebíč (IV) FC ŽĎAS Žďár nad Sázavou (IV) RMSK Cidlina Nový Bydžov (V) SK Holice (V) SK Jankov (V) FK Meteor Prag VIII (V) SK Toužim (V) TJ Desná (VI) | SK Buldoci Karlovy Vary-Dvory (III) FK Kolín (III) FK Náchod-Deštné (III) TJ Sokol Ovčáry (III) FC Sparta Krč Prag (III) TJ Tatran Prachatice (III) FK Bohemians Prag (III) TJ Slovan Varnsdorf (III) FC MSA Dolní Benešov (III) MSK Břeclav (III) FC Elseremo Brumov (III) Fotbal Frýdek-Místek (III) Fotbal Fulnek (III) SK Hranice (III) MFK Karviná (III) SK Lipová (III) FK Mutěnice (III) SK Uničov (III) 1. SC Znojmo (III) FC Bzová (IV) SK Senco Doubravka (IV) FK Horažďovice (IV) | SK Klatovy 1898 (IV) FK Králův Dvůr (IV) TJ Malše Roudné (IV) Spartak MAS Sezimovo Ústí (IV) SK Strakonice 1908 (IV) FK Jiskra Třeboň (IV) FK Slavia Vejprnice (IV) FK Slavoj Vyšehrad (IV) FK Řezuz Děčín (IV) FC Chomutov (IV) SK Viktorie Jirny (IV) SK Sokol Libiš (IV) FK Litvínov (IV) Jiskra Nový Bor (IV) FK Admira Prag (IV) SK Motorlet Prag (IV) FK Meteor Stříbrná Skalice (IV) FK Loko Vltavín (IV) SK Český Brod (IV) AFK Chrudim (IV) TJ Dvůr Králové (IV) FK Agria Choceň (IV) | FK Dobrovice (IV) FC Hlinsko (IV) FK OEZ Letohrad (IV) TJ Slavoj Předměřice (IV) FK Sedmihorky (IV) FK Trutnov (IV) TJ Jiskra Ústí nad Orlicí (IV) FC Velim (IV) ČAFC Židenice Brünn (IV) TJ Cukrovar Hrušovany (IV) FC Velké Meziříčí (IV) TJ Framoz Rousínov (IV) SK Rostex Vyškov (IV) SK Sulko Zábřeh (IV) FK Avizo Město Albrechtice (IV) FK Bystřice pod Hostýnem (IV) AFK LoKo Chomutov (IV) SK Dětmarovice (IV) TJ EPO Beskyd Frenštát (IV) FC Velké Karlovice + Karolinka (IV) TJ FS Napajedla (IV) |
| Ligaebene in Klammern: III = ČFL bzw. MSFL • IV = Divize • V = Krajský přebor • VI = I. A třída | | | | |

### Begegnungen der 1. Runde
| Datum                 |                                     | Ergebnis        |                                     |
| --------------------- | ----------------------------------- | --------------- | ----------------------------------- |
| 29.07.2006, 10:15 Uhr | FC IRP Český Těšin (IV)             | 0:1             | Fotbal Třinec (II)                  |
| 29.07.2006, 10:15 Uhr | FK Slavoj Vyšehrad (IV)             | 0:3             | FK Kolín (III)                      |
| 29.07.2006, 10:15 Uhr | FK Loko Vltavín (IV)                | 0:4             | FC Zenit Čáslav (II)                |
| 29.07.2006, 10:15 Uhr | FK Slavia Vejprnice (IV)            | 1:1 (5:4 i. E.) | SK Senco Doubravka (IV)             |
| 29.07.2006, 10:30 Uhr | FC Bzová (IV)                       | 0:2             | FK Bohemians Prag (III)             |
| 29.07.2006, 10:30 Uhr | FK Meteor Prag VIII (V)             | 1:0             | FK Dobrovice (IV)                   |
| 29.07.2006, 17:00 Uhr | TJ EPO Beskyd Frenštát (IV)         | 0:4             | Jakubčovice Fotbal (II)             |
| 29.07.2006, 17:00 Uhr | FK Avizo Město Albrechtice (IV)     | 0:3             | SFC Opava (II)                      |
| 29.07.2006, 17:00 Uhr | FK Slavia Orlová-Lutyně (IV)        | 2:6             | FC Vítkovice (II)                   |
| 29.07.2006, 17:00 Uhr | MFK Karviná (III)                   | 1:3             | FC Hlučin (II)                      |
| 29.07.2006, 17:00 Uhr | SK Dětmarovice (IV)                 | 3:2             | FC MSA Dolní Benešov (III)          |
| 29.07.2006, 17:00 Uhr | SK Spartak Hulín (IV)               | 0:2             | Fotbal Fulnek (III)                 |
| 29.07.2006, 17:00 Uhr | SK Sulko Zábřeh (IV)                | 0:0 (4:5 i. E.) | 1. HFK Olomouc (II)                 |
| 29.07.2006, 17:00 Uhr | TJ Sokol Konice (IV)                | 1:2             | SK Uničov (III)                     |
| 29.07.2006, 17:00 Uhr | ČAFC Židenice Brünn (IV)            | 0:3             | SK Lipová (III)                     |
| 29.07.2006, 17:00 Uhr | FC Velké Karlovice + Karolinka (IV) | 2:0             | Fotbal Frýdek-Místek (III)          |
| 29.07.2006, 17:00 Uhr | SK Hanácká Slavia Kroměříž (IV)     | 2:1             | FC Elseremo Brumov (III)            |
| 29.07.2006, 17:00 Uhr | TJ Framoz Rousínov (IV)             | 2:0             | TJ FS Napajedla (IV)                |
| 29.07.2006, 17:00 Uhr | SK Rostex Vyškov (IV)               | 1:0             | SK Hranice (III)                    |
| 29.07.2006, 17:00 Uhr | FC Nobica Boskovice (IV)            | 1:1 (4:2 i. E.) | FK Mutěnice (III)                   |
| 29.07.2006, 17:00 Uhr | TJ Cukrovar Hrušovany (IV)          | 1:1 (3:4 i. E.) | MSK Břeclav (III)                   |
| 29.07.2006, 17:00 Uhr | FC ŽĎAS Žďár nad Sázavou (IV)       | 2:4             | FC Dosta Bystrc-Kníničky (II)       |
| 29.07.2006, 17:00 Uhr | FK Meteor Stříbrná Skalice (IV)     | 0:1             | Bohemians Prag 1905 (II)            |
| 29.07.2006, 17:00 Uhr | SK Motorlet Prag (IV)               | 0:1             | FK Baník Sokolov (II)               |
| 29.07.2006, 17:00 Uhr | FK Horažďovice (IV)                 | 0:2             | SK Klatovy 1898 (IV)                |
| 29.07.2006, 17:00 Uhr | SK Benešov (IV)                     | 0:1             | FC Sparta Krč Prag (III)            |
| 29.07.2006, 17:00 Uhr | TJ Jiskra Ústí nad Orlicí (IV)      | 2:2 (3:1 i. E.) | AFK Chrudim (IV)                    |
| 29.07.2006, 17:00 Uhr | SK Holice (V)                       | 0:0 (5:6 i. E.) | FK OEZ Letohrad (IV)                |
| 29.07.2006, 17:00 Uhr | TJ Dvůr Králové (IV)                | 3:1             | FK Agria Choceň (IV)                |
| 29.07.2006, 17:00 Uhr | RMSK Cidlina Nový Bydžov (V)        | 1:7             | FK Náchod-Deštné (III)              |
| 29.07.2006, 17:00 Uhr | FC Chomutov (IV)                    | 1:0             | FK Chmel Blšany (II)                |
| 29.07.2006, 17:00 Uhr | FK Řezuz Děčín (IV)                 | 1:4             | FK Ústí nad Labem (II)              |
| 29.07.2006, 17:00 Uhr | SK Toužim (V)                       | 0:5             | SK Buldoci Karlovy Vary-Dvory (III) |
| 29.07.2006, 17:00 Uhr | SK Viktorie Jirny (IV)              | 4:3             | TJ Sokol Ovčáry (III)               |
| 29.07.2006, 17:00 Uhr | Spartak MAS Sezimovo Ústí (IV)      | 0:2             | TJ Tatran Prachatice (III)          |
| 29.07.2006, 17:00 Uhr | TJ Malše Roudné (IV)                | 3:0             | SK Strakonice 1908 (IV)             |
| 29.07.2006, 17:00 Uhr | SK Jankov (V)                       | 3:5             | Jiskra Třeboň (IV)                  |
| 29.07.2006, 17:30 Uhr | FC TVD Slavičín (IV)                | 3:1             | FK Bystřice pod Hostýnem (IV)       |
| 29.07.2006, 19:00 Uhr | TJ Desná (VI)                       | 0:0 (4:3 i. E.) | FK Sedmihorky (IV)                  |
| 30.07.2006, 10:15 Uhr | FC Velké Meziříčí (IV)              | 0:3             | Vysočina Jihlava (II)               |
| 30.07.2006, 10:15 Uhr | FK Admira Prag (IV)                 | 2:3             | SK Český Brod (IV)                  |
| 30.07.2006, 10:15 Uhr | Jiskra Nový Bor (IV)                | 3:3 (5:4 i. E.) | TJ Slovan Varnsdorf (II)            |
| 30.07.2006, 17:00 Uhr | SK Sokol Libiš (IV)                 | 2:3             | FC Velim (IV)                       |
| 30.07.2006, 17:00 Uhr | FK Králův Dvůr (IV)                 | 0:1             | FK Viktoria Žižkov (II)             |
| 30.07.2006, 17:00 Uhr | FC Hlinsko (IV)                     | 1:4             | SK Hradec Králové (II)              |
| 30.07.2006, 17:00 Uhr | AFK LoKo Chomutov (IV)              | 0:4             | FK Litvínov (IV)                    |
| 05.08.2006, 17:00 Uhr | FC Slavia Třebíč (IV)               | 0:3             | 1. SC Znojmo (III)                  |
| 16.08.2006, 17:00 Uhr | FK Trutnov (IV)                     | 2:0             | TJ Slavoj Předměřice (IV)           |

## 2. Runde

### Teilnehmende Mannschaften
| Gambrinus Liga 2006/07 16 Erstligisten | Sieger der 1. Runde 48 Mannschaften | Sieger der 1. Runde 48 Mannschaften | Sieger der 1. Runde 48 Mannschaften |
| - AC Sparta Prag - SK Slavia Prag - Dynamo Budweis - 1. FC Brünn - FK Marila Příbram - FK Mladá Boleslav - FK Jablonec 97 - SK Kladno - FK SIAD Most - Baník Ostrava - Slovan Liberec - SK Sigma Olmütz - FC Viktoria Pilsen - 1. FC Slovácko - FK Teplice - FK Tescoma Zlín | FC Dosta Bystrc-Kníničky (II) FC Zenit Čáslav (II) FC Hlučin (II) SK Hradec Králové (II) Jakubčovice Fotbal (II) Vysočina Jihlava (II) 1. HFK Olomouc (II) SFC Opava (II) Bohemians Prag 1905 (II) FK Baník Sokolov (II) Fotbal Třinec (II) FK Ústí nad Labem (II) FC Vítkovice (II) FK Viktoria Žižkov (II) MSK Břeclav (III) Fotbal Fulnek (III) | FK Kolín (III) SK Buldoci Karlovy Vary-Dvory (III) SK Lipová (III) FK Náchod-Deštné (III) TJ Tatran Prachatice (III) FK Bohemians Prag (III) FC Sparta Krč Prag (III) SK Uničov (III) 1. SC Znojmo (III) FC Nobica Boskovice (IV) SK Český Brod (IV) FC Chomutov (IV) SK Dětmarovice (IV) SK Viktorie Jirny (IV) FC Velké Karlovice + Karolinka (IV) SK Klatovy 1898 (IV) | TJ Dvůr Králové (IV) SK Hanácká Slavia Kroměříž (IV) FK OEZ Letohrad (IV) FK Litvínov (IV) Jiskra Nový Bor (IV) TJ Malše Roudné (IV) TJ Framoz Rousínov (IV) FC TVD Slavičín (IV) Jiskra Třeboň (IV) FK Trutnov (IV) TJ Jiskra Ústí nad Orlicí (IV) FK Slavia Vejprnice (IV) FC Velim (IV) SK Rostex Vyškov (IV) FK Meteor Prag VIII (V) TJ Desná (VI) |
| Ligaebene in Klammern: II = FNL • III = ČFL bzw. MSFL • IV = Divize • V = Krajský přebor | | | |

### Begegnungen der 2. Runde
| Datum                 |                                  | Ergebnis         |                                     |
| --------------------- | -------------------------------- | ---------------- | ----------------------------------- |
| 29.08.2006, 17:00 Uhr | SK Uničov (III)                  | 0:3              | SK Sigma Olmütz (I)                 |
| 30.08.2006, 17:00 Uhr | TJ Desná (VI)                    | 0:4              | Slovan Liberec (I)                  |
| 30.08.2006, 17:00 Uhr | FK Jiskra Třeboň (IV)            | 1:1 (5:4 i. E.)  | TJ Malše Roudné (IV)                |
| 30.08.2006, 17:00 Uhr | Vysočina Jihlava (II)            | 1:2              | Dynamo Budweis (I)                  |
| 30.08.2006, 17:00 Uhr | FK Meteor Prag VIII (V)          | 3:0              | SK Viktorie Jirny (IV)              |
| 30.08.2006, 17:00 Uhr | FK Králův Dvůr (IV)              | 2:5              | AC Sparta Prag (I)                  |
| 30.08.2006, 17:00 Uhr | 1. SC Znojmo (III)               | 1:2              | FC Dosta Bystrc-Kníničky (II)       |
| 30.08.2006, 17:00 Uhr | MSK Břeclav (III)                | 0:0 (5:4 i. E.)  | 1. FC Brünn (I)                     |
| 30.08.2006, 17:00 Uhr | TJ Framoz Rousínov (IV)          | 4:3              | SK Lipová (III)                     |
| 30.08.2006, 17:00 Uhr | FK Litvínov (IV)                 | 0:2              | SK Buldoci Karlovy Vary-Dvory (III) |
| 30.08.2006, 17:00 Uhr | Jiskra Nový Bor (IV)             | 0:3              | FK Jablonec 97 (I)                  |
| 30.08.2006, 17:00 Uhr | FC Chomutov (IV)                 | 0:0 (4:3 i. E.)  | FK Ústí nad Labem (II)              |
| 30.08.2006, 17:00 Uhr | FK Baník Sokolov (II)            | 1:3              | FK Marila Příbram (I)               |
| 30.08.2006, 17:00 Uhr | SK Klatovy 1898 (IV)             | 6:1              | FK Slavia Vejprnice (IV)            |
| 30.08.2006, 17:00 Uhr | FC Zenit Čáslav (II)             | 4:3              | SK Slavia Prag (I)                  |
| 30.08.2006, 17:00 Uhr | FC Velim (IV)                    | 0:2              | FK Viktoria Žižkov (II)             |
| 30.08.2006, 17:00 Uhr | FK Bohemians Prag (III)          | 1:1 (4:3 i. E.)  | FK Kolín (III)                      |
| 30.08.2006, 17:00 Uhr | TJ Tatran Prachatice (III)       | 0:1              | FC Viktoria Pilsen (I)              |
| 30.08.2006, 17:00 Uhr | FC TVD Slavičín (IV)             | 0:4              | 1. HFK Olomouc (II)                 |
| 30.08.2006, 17:00 Uhr | FC Nobica Boskovice (IV)         | 2:5              | 1. FC Slovácko (I)                  |
| 30.08.2006, 17:00 Uhr | SK Rostex Vyškov (IV)            | 0:0 (6:5 i. E.)  | FC Vítkovice (II)                   |
| 30.08.2006, 17:00 Uhr | SK Dětmarovice (IV)              | 1:2              | SFC Opava (II)                      |
| 30.08.2006, 17:00 Uhr | FC Hlučin (II)                   | 0:2              | Baník Ostrava (I)                   |
| 30.08.2006, 17:00 Uhr | Fotbal Fulnek (III)              | 1:1 (6:7 i. E.)  | Jakubčovice Fotbal (II)             |
| 30.08.2006, 17:00 Uhr | SK Hanácká Slavia Kroměříž (IV)  | 0:4              | FK Tescoma Zlín (I)                 |
| 30.08.2006, 17:00 Uhr | Buldoci Karlovy Vary-Dvory (III) | 0:0 (9:10 i. E.) | Fotbal Třinec (II)                  |
| 30.08.2006, 17:00 Uhr | FC Sparta Krč Prag (III)         | 0:1              | SK Kladno (I)                       |
| 30.08.2006, 17:00 Uhr | TJ Jiskra Ústí nad Orlicí (IV)   | 0:2              | SK Hradec Králové (II)              |
| 30.08.2006, 17:00 Uhr | FK Trutnov (IV)                  | 2:3              | FK OEZ Letohrad (IV)                |
| 31.08.2006, 17:00 Uhr | FK Náchod-Deštné (III)           | 2:6              | FK Mladá Boleslav (I)               |
| 31.08.2006, 17:00 Uhr | SK Český Brod (IV)               | 0:5              | FK SIAD Most (I)                    |
| 13.09.2006, 17:00 Uhr | Bohemians Prag 1905 (II)         | 1:1 (5:6 i. E.)  | FK Teplice (I)                      |

## 3. Runde
Teilnehmer: Die 32 Sieger der 2. Runde
| Datum                 |                                     | Ergebnis        |                        |
| --------------------- | ----------------------------------- | --------------- | ---------------------- |
| 05.09.2006, 17:00 Uhr | SK Klatovy 1898 (IV)                | 1:5             | FK Marila Příbram (I)  |
| 20.09.2006, 16:30 Uhr | FK Jiskra Třeboň (IV)               | 0:3             | Slovan Liberec (I)     |
| 20.09.2006, 16:30 Uhr | FK Meteor Prag VIII (V)             | 1:2             | Dynamo Budweis (I)     |
| 20.09.2006, 16:30 Uhr | TJ Framoz Rousínov (IV)             | 0:3             | MSK Břeclav (III)      |
| 20.09.2006, 16:30 Uhr | SK Buldoci Karlovy Vary-Dvory (III) | 1:2             | FK SIAD Most (I)       |
| 20.09.2006, 16:30 Uhr | FC Chomutov (IV)                    | 1:3             | FK Jablonec 97 (I)     |
| 20.09.2006, 16:30 Uhr | FK Viktoria Žižkov (II)             | 2:0             | FC Zenit Čáslav (II)   |
| 20.09.2006, 16:30 Uhr | 1. HFK Olomouc (II)                 | 1:2             | FC Viktoria Pilsen (I) |
| 20.09.2006, 16:30 Uhr | SK Rostex Vyškov (IV)               | 0:2             | 1. FC Slovácko (I)     |
| 20.09.2006, 16:30 Uhr | Jakubčovice Fotbal (II)             | 1:2             | Baník Ostrava (I)      |
| 20.09.2006, 16:30 Uhr | Fotbal Třinec (II)                  | 1:2             | FK Tescoma Zlín (I)    |
| 21.09.2006, 16:30 Uhr | FC Dosta Bystrc-Kníničky (II)       | 0:6             | AC Sparta Prag (I)     |
| 27.09.2006, 16:30 Uhr | FK Bohemians Prag (III)             | 1:2             | FK Teplice (I)         |
| 27.09.2006, 16:30 Uhr | SFC Opava (II)                      | 1:1 (4:2 i. E.) | SK Sigma Olmütz (I)    |
| 27.09.2006, 18:00 Uhr | SK Hradec Králové (II)              | 1:0             | SK Kladno (I)          |
| 04.10.2006, 16:00 Uhr | FK OEZ Letohrad (IV)                | 0:1             | FK Mladá Boleslav (I)  |

## Achtelfinale
| Datum                 |                         | Ergebnis        |                       |
| --------------------- | ----------------------- | --------------- | --------------------- |
| 19.10.2006, 18:00 Uhr | SK Hradec Králové (II)  | 1:4             | FK Marila Příbram (I) |
| 25.10.2006, 15:30 Uhr | FK Tescoma Zlín (I)     | 1:0             | Baník Ostrava (I)     |
| 25.10.2006, 17:00 Uhr | FC Viktoria Pilsen (I)  | 0:0 (4:3 i. E.) | FK Teplice (I)        |
| 25.10.2006, 17:00 Uhr | FK SIAD Most (I)        | 0:2             | FK Jablonec 97 (I)    |
| 25.10.2006, 17:30 Uhr | FK Viktoria Žižkov (II) | 1:1 (2:4 i. E.) | FK Marila Příbram (I) |
| 25.10.2006, 18:00 Uhr | Slovan Liberec (I)      | 1:2             | Dynamo Budweis (I)    |
| 01.11.2006, 17:00 Uhr | SFC Opava (II)          | 0:1             | 1. FC Slovácko (I)    |
| 15.11.2006, 14:30 Uhr | MSK Břeclav (III)       | 0:2             | AC Sparta Prag (I)    |

## Viertelfinale
| Datum                 |                        | Ergebnis |                       |
| --------------------- | ---------------------- | -------- | --------------------- |
| 06.03.2007, 17:00 Uhr | FK Marila Příbram (I)  | 1:2      | AC Sparta Prag (I)    |
| 25.04.2007, 17:00 Uhr | Dynamo Budweis (I)     | 2:0      | 1. FC Slovácko (I)    |
| 25.04.2007, 17:00 Uhr | FK Tescoma Zlín (I)    | 2:1      | FK Mladá Boleslav (I) |
| 25.04.2007, 17:15 Uhr | FC Viktoria Pilsen (I) | 0:3      | FK Jablonec 97 (I)    |

## Halbfinale
| Datum                 |                     | Ergebnis        |                    |
| --------------------- | ------------------- | --------------- | ------------------ |
| 16.05.2007, 17:15 Uhr | FK Jablonec 97 (I)  | 0:0 (5:4 i. E.) | Dynamo Budweis (I) |
| 17.05.2007, 17:15 Uhr | FK Tescoma Zlín (I) | 1:2             | AC Sparta Prag (I) |

## Finale
| Paarung        | FK Jablonec 97 – AC Sparta Prag |
| Ergebnis       | 1:2 (1:1) |
| Datum          | 24. Mai 2007 um 17:15 Uhr |
| Stadion        | Stadion Evžena Rošického, Prag |
| Zuschauer      | 6.022 |
| Schiedsrichter | Jiří Jech |
| Tore           | 1:0 Jan Svátek (6.), 1:1 Marek Kulič (45.), 1:2 Pavel Horváth (68., Foulelfmeter) |
| FK Jablonec 97 | Michal Špit – Milan Fukal, Jiří Homola, Petr Zábojnik, Jan Flachbart – Pavel Eliáš (70. Petr Smíšek), Michal Kordula, Milan Petržela, Miroslav Baranek – Jan Svátek (85. Jozef Weber), Róbert Zeher (80. Dušan Nuliček) Cheftrainer: Petr Rada |
| AC Sparta Prag | Jaromir Blažek – Václav Drobný, Tomáš Řepka, Radoslav Zabavník, Zdeněk Pospěch – Luboš Hušek (62. Libor Došek), Pavel Horváth, Karol Kisel – Miroslav Matušovič (54. Jan Šimák), Jan Rezek, Marek Kulič Cheftrainer: Michal Bílek              |
| Gelbe Karten   | Jiří Homola – Jan Rezek, Zdeněk Pospěch |